# Preben Maegaard
Preben Maegaard (sinh năm 1935) là người Đan Mạch tiên phong trong việc vận động sử dụng Năng lượng tái tạo, cũng là nhà văn và chuyên gia, giám đốc điều hành cơ quan Nordic Folkecenter for Renewable Energy (Trung tâm Năng lượng tái tạo Nhân dân Bắc Âu).
Ngay từ cuộc khủng hoảng dầu lửa năm 1973, ông đã vận động việc chuyển đổi sử dụng nhiên liệu hóa thạch sang sử dụng năng lượng tái tạo ở từ cấp địa phương, tới cấp quốc gia và quốc tế. Ông cũng tham gia nhiều Ủy ban và Hội đồng triển khai năng lượng tái tạo của chính phủ Đan Mạch.

## Giải thưởng
- 1978, Solar Prize, của Tổ chức Năng lượng tái tạo Đan Mạch
- 1985, Plum Environmental Prize, của Quỹ Plum
- 1987, Environmental Prize, của Hiệp hội kỹ sư Đan Mạch
- 1992, Wind Energy Prize, của Hiệp hội chủ nhân tua-bin gió Đan Mạch
- 1997, European Solar Prize, của EUROSOLAR
- 2002, The GAIA Prize, của Gaia Trust
- 2002, MERKUR Pioneer Prize, của Ngân hàng hợp tác MERKUR
- 2005, Giải Tương lai phi hạt nhân